# ستيفانيا فرناندز

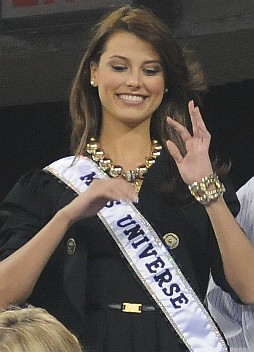
ستيفانيا فرناندز

ستيفانيا فرناندز كروبيه (بالإسبانية: Stefanía Fernández) (ولدت في مدينة ماردة/ فنزويلا في 4 سيبتيمبر عام 1990) هي عارضة أزياء، ملكة جمال فنزويلا لعام 2008 وملكة جمال الكون لعام 2009، وهي أول ملكة جمال تتوج من قبل زميلة لها من البلد، وهي الفنزويلية ديانة مندوزا ملكة جمال فنزويلا 2007 وملكة جمال الكون 2008.

## بدايتها
ستيفانيا ولدت في مدينة ماردة في الأنديز، هي أصغر من ثلاثة أشقاء، والدتها نادية كروبيه صيدلانية أوكرانية وبولونية الأصل، والدها خوسيه فرناندز إسباني الأصل رجل أعمال في صناعة الأخشاب.
خلال طفولتها والمراهقة عاشت مريدا وظهرت في أعمال صغيرة كعارضة أزياء. ثم أصبحت مسابقات الجمال هواية لها، وشاركت حتى في انتخاب ملكة جمال مهرجان الشمس في مدينة سن كريستوبال في عام 2008. وبالمثل شاركت في ملكة جمال تاتشيرا 2008، لتحتل المرتبة الثانية في المسابقة.

## ملكة جمال فنزويلا 2008
في مسابقة ملكة جمال فنزويلا 2008 التي عقدت في 10 سبتمبر، ستيفانيا فرناندز مثلت ولاية تروهيو، حيث حصلت على تاج الملكة ولقب أحسن وجه وأحسن جسم. ستيفانيا توجت من زميلتها ديانة مندوزا ملكة جمال فنزويلا 2007 وملكة جمال الكون 2008.
ستيفانيا وهي ثاني ملكة جمال تمثل ولاية تروهيو وتحصل على تاج الملكة.

## ملكة جمال الكون 2009
حفل ملكة جمال الكون 2009 عقد في 23 أغسطس في nassau في جزر las bahamas ، ستيفانيا توجت من زميلتها ديانا مندوزا ملكة جمال الكون 2008 وكان هذا حدثاً تاريخياً لان لأول مرة فتاتان من نفس البلد تربحان تاج الملكة لمدة سنتن متتاليتن، وستيفانيا حصلت على مكان في موسوعة غينيس للأرقام القياسية، إضافةً إلى عدة جوائز تشمل على عقد مدته سنة، والسفر في جميع أنحاء العالم، ودورة سنتين في أكاديمية نيويورك للأفلام التي تبلغ قيمتها 100,000 دولار، وشقة في نيويورك لمدة سنة، مع دفع نفقات. وسوف تسافر فرناندز في جميع أنحاء العالم لتعزيز القضايا الإنسانية والتعليم لمنع فيروس نقص المناعة البشرية / الإيدز.
رحب رئيس فنزويلا ، هوغو تشافيز ب فرناندز وأيدها في مكالمة هاتفية أو أكد دعم حكومته لها. في 26 أبريل 2009 تم إضافة ستيفانيا إلى قائمة أجمل 50 شخص في مجلة people الأسبانية.
إلى شهر يوليو 2010 ستيفانيا قد سفارة إلى فنزويلا، إندونسيا، كوراسو، فرنسا، بورتوريكو، كولمبيا، روسيا، بنما، الجمهورية الشكية، جزر البهاما، المكسيك، جمهورية الدومنيكان، البرازيل، الهند، الأرجنتين، إسبانيا، رواندا وإكوادور أين وقعت عقد لكي تكون عارضة لماركة avon العالمية.
في 23 أغسطس عقد في لاس فيغاس، في الولايات المتحدة حفل انتخاب ملكت جمال الكون 2010 حيث ستيفانيا سلمت تاجها للفائزة المكسيكية ximena navarrete.